# 장웨이궈
장웨이궈(蔣緯國(장위국, Chiang Wei-kuo, Wego Tschang), 1916년 10월 6일 ~ 1997년 9월 22일)는 중화민국 총통 등을 지냈었던 장제스(蔣介石)의 슬하 2남 가운데 서자(庶子)이자 막내이고, 중화민국(타이완)의 군인 겸 정치인이며 외교관이었다. 장제스(蔣介石)의 서얼 차남(庶孼 次男)이자 장징궈(蔣經國)의 이복 동생. 자(字)는 젠하오(建鎬)였기에, 그의 생전에 가끔씩은 장젠하오(蔣建鎬)라는 이름으로도 불리었다.

## 생애

### 일생
일본 도쿄에서 출생하였으며 지난날 한때 중화민국 장쑤성 상하이와 중화민국 광둥성 광저우를 거쳐 중화민국 푸젠성 푸저우에서 잠시 유아기를 보낸 적이 있는 그는 그 후 중화민국 저장성 닝보에서 성장하였다.
그는 중화민국 육군 대장으로 예편하였으며 중화민국 타이완 국가안전회의 비서장을 지냈고 한때 1994년에서부터 1995년까지 1년간 캐나다 온타리오 주 오타와에 머무른 후 귀국하였으며 1995년에서부터 1996년까지 1년간 대한민국 서울에 머물러 있다가 1996년 중화민국 타이완에 영구 귀국하였다.

### 학력
- 1936년 중화민국 장쑤 성 쑤저우 둥우 대학교 물리학과 학사
- 1937년 독일 육군사관학교 56기
- 1942년 미국 육군보병학교 졸업
- 1943년 미국 육군병참학교 졸업
- 1943년 미국 육군비행학교 졸업
- 1943년 미국 육군야전포병학교 졸업
- 1944년 미국 육군화생방학교 졸업
- 1944년 미국 육군포병학교 졸업
- 1945년 미국 육군가스학교 졸업
- 1946년 미국 육군기갑학교 졸업
- 1946년 미국 육군항공비행학교 졸업
- 1947년 미국 육군화공학교 졸업
- 1947년 미국 육군정보학교 졸업
- 1948년 미국 육군정훈학교 졸업
- 1948년 미국 육군공수학교 졸업
- 1949년 미국 육군과학전학교 졸업
- 1950년 미국 육군군사방위학교 졸업
- 1950년 미국 육군공병학교 졸업
- 1951년 미국 육군 레인저 스쿨 졸업
- 1951년 미국 육군심리전학교 졸업
- 1951년 미국 육군특수전학교 졸업
- 1952년 미국 육군기계화학교 졸업
- 1952년 미국 육군헌병학교 졸업
- 1953년 미국 육군항공전술학교 졸업
- 1954년 미국 육군군수방위관리대학교 졸업
- 1955년 미국 육군참모대학교 졸업
- 1956년 미국 육군지휘참모대학교 졸업
- 1957년 미국 국방참모대학교 졸업
- 1959년 미국 합동참모대학교 졸업
- 1962년 독일 합동련합지휘참모대학교 졸업
- 1965년 미국 국방대학교 행정학사
- 1968년 자유중화민국 타이완 국방대학교 행정학사

#### 명예 박사 학위
- 1987년 대한민국 서울 경희대학교 명예 법학박사

## 가족 및 친척 관계

### 직계 관계
- 할아버지: 장자오충(蔣肇聰)
  - 아버지: 장제스(蔣介石, 1887년 10월 31일 ~ 1975년 4월 5일(87세), 중화민국의 군인, 정치인. 前 중화민국 총통. 중화민국 육군 원수 예편.)
  - 적모: 마오푸메이(毛福梅, 1882년 11월 9일 ~ 1939년 12월 12일(57세))
    - 이복 형: 장징궈(蔣經國, 1906년 3월 18일 ~ 1988년 1월 13일(81세),.[주 2]. 중화민국의 군인, 정치인. 前 중화민국 총통. 1968년 12월 29일, 중화민국 육군 대장 예편.)
    - 이복 누나: 장젠화(蔣建華, 1914년 4월 25일 중화민국 장쑤 성 상하이 출생 ~ 1918년 11월 2일(4세), 중화민국 장쑤 성 난징 거주중 천연두에 걸려 4세의 어린 나이로 요절.)

  - 생모(生母): 신원 미상의 천출 일본(日本) 여인
  - 양모(養母): 야오예청(姚冶誠, 1889년 7월 26일 ~ 1972년 3월 28일(82세))
  - 계적모: 천제루(陳潔如, 1906년 8월 26일 ~ 1971년 1월 21일(64세))
  - 계적모: 쑹메이링(宋美齡, 1901년 3월 5일 ~ 2003년 10월 24일(102세),[주 3] 前 중화부녀반공연합회 회장.)

### 본인 직계 관련
- 본인: 장웨이궈(蔣緯國, 장제스와 천출 일본 첩실 여인 사이에서 출생한 서자(庶子)이며 그의 양모(養母)는 야오예청.)
  - 아내(1번째 부인): 스징이(石靜宜, 1924년 9월 23일 ~ 1953년 3월 22일(35세)) - 스펑샹(石鳳翔, 석봉상, 1893년 11월 24일 ~ 1966년 12월 5일(73세)) 前 중국국민당 당무위원의 슬하 2녀 중 막내딸.[주 4][주 5][주 6][주 7][주 8][주 9][주 10][주 11]
  - 아내(2번째 부인): 추아이룬(丘愛倫, 1934년 2월 12일(91세) ~ ,[주 12][주 13] 독일 베를린 태생.[주 14][주 15][주 16][주 17])
    - 아들: 장샤오캉(蔣孝剛) - 추아이룬(邱愛倫)의 소생.

### 방계 친척 관계
- 법적 외할아버지뻘 쑹자수(宋嘉樹, 1863년 2월 17일 ~ 1918년 5월 3일(55세),[주 18][주 19] 쑹메이링의 아버지. 감리교 목사.)
  - 법적 이모부뻘: 쿵샹시(孔祥熙, 1881년 9월 11일 ~ 1967년 8월 16일(85세), 쑹메이링의 형부. 前 중화민국 중앙은행 총재.)
  - 법적 이모뻘: 쑹아이링(宋靄齡, 1888년 6월 24일 ~ 1973년 10월 18일(85세),[주 20] 쿵샹시의 부인. 쑹메이링의 언니.)
  - 법적 이모부뻘: 쑨원(孫文, 1866년 11월 12일 ~ 1925년 3월 12일(58세), 쑹메이링의 형부. 前 중화민국 대총통.)
  - 법적 이모뻘: 쑹칭링(宋慶齡, 1890년 1월 27일 ~ 1981년 5월 29일(91세).[주 21], 쑨원의 2번째 부인. 쑹메이링의 언니. 쑨커의 계모. 前 중화인민공화국 명예 국가원수 겸 중국공산당 전국인민정치협상회의 명예 의장.)
    - 법적 이종사촌 형뻘: 쑨커(孫科, 1895년 10월 21일 ~ 1973년 9월 13일(77세), 쑨원의 아들. 前 중화민국 고시원 원장.)

  - 법적 외숙부뻘: 쑹쯔원(宋子文, 1891년 12월 4일 ~ 1971년 4월 26일(79세),[주 22][주 23] 쑹메이링의 오빠. 前 중화민국 행정원 원장.)
  - 법적 외숙부뻘: 쑹쯔량(宋子良, 1903년 3월 27일 ~ 1987년 5월 11일(84세),[주 24] 쑹메이링의 남동생. 前 중화민국 외교부 비서관.)
  - 법적 외숙부뻘: 쑹쯔안(宋子安, 1906년 4월 27일 ~ 1969년 2월 25일(62세),[주 25] 쑹메이링의 남동생. 前 홍콩 광둥 은행 총재.)

### 참조주
1. ↑  “장위국(자유중국 참모대학 교장) 중장 내한”. 1967년 2월 13일.

### 내용주
1. ↑  그는 장제스의 서자(庶子)로 알려져 있으나 실은 장제스의 절친한 친구인 다이지타오(戴季陶)의 사생아 아들이라는 설이 유력하다. 그러나 장제스는 생전에 장웨이궈를 자신의 서출 아들이라 공표하고 출생의 비밀은 함구하였다. 장웨이궈는 자신의 말년에 낸 자서전에서 "자신 또한 다이지타오의 아들이라 생각하지만 장씨의 아들이건 다이씨의 아들이건 상관치 않는다."고 기록하였다.
2. ↑  소련 러시아식 이름은 Nikolai Vladimirovich Elizarov
3. ↑  영문명(英文名)은 May-Ling Soong.
4. ↑  장웨이궈의 상배 초취 부인(喪配 初娶 夫人)인 스징이의 친정아버지인 스펑샹(石鳳翔, 석봉상, 1893년 11월 24일 ~ 1966년 12월 5일(73세)) 前 중국국민당 당무위원은 중화민국 타이완의 방직공업기술자 겸 방직공업경영인이었다.
5. ↑  장제스 前 중화민국 타이완 총통의 서자(庶子)였던 장웨이궈 前 중화민국 타이완 국가안전회의 비서장의 1번째 부인인 스징이(石靜宜)의 아버지이기도 한 그는 청나라 후베이성 샤오간 출생이다.
6. ↑  스펑샹 그는 1906년 톈진에 유학하였으나 1908년 일본 교토(日本 京都)로 유학을 옮겼다.
7. ↑  이후 그는 1914년 일본 교토 고등공예학교를 전문학사 학위 취득하였고 1917년 청나라가 멸망한 지도 5년이 지난 중화민국으로 귀국하여 바오딩에서 자신의 첫 손수 정성을 들여 방직공장을 세웠고 그 후 중화민국 방직공업의 대부로 칭송을 받았다.
8. ↑  1943년에는 자신의 둘째딸 스징이를 장제스의 서자인 장웨이궈와 결혼시켰다.
9. ↑  그 후1949년 중국 국민당이 중국 공산당으로부터 패퇴하자 친인척을 포함한 일가족과 함께 중국 본토에서 타이완으로 이주하였다.
10. ↑  그는 1953년 3월 22일에는 둘째딸 스징이를 심장쇠약증세로 떠나 보내는 비운을 목도하기도 했으나 그는 여전히 타이완에서도 중화민국 방직공업의 대부이자 거장으로 칭송받았다.
11. ↑  스펑샹 그는 1966년 중화민국 타이완 타이베이에서 향년 73세로 별세하였다.
12. ↑  아명(兒名)은 추루쉐(丘如雪).
13. ↑  독일 이름은 Ellen Tschu.
14. ↑  추아이룬(丘愛倫, 구애륜, 아명(兒名)은 추루쉐(丘如雪, 구여설), 독일 이름은 엘렌 추(Ellen Tschu), 1934년 2월 12일 ~ )은 독일 태생의 중화민국 여성이며 장제스(蔣介石) 총통의 서자(庶子) 장웨이궈(蔣緯國) 前 중화민국 국가안전회의 비서장의 2번째 부인이다.
15. ↑  2000년대 초반에는 회고록을 저술하기도 하였다.
16. ↑  독일 베를린 출생이며 일찍이 서독 시민권을 소지하였고 1957년 장웨이궈(蔣緯國)와 결혼하여 서독 시민권을 포기하고 중화민국 국적을 취득하였다.
17. ↑  1963년 장웨이궈(蔣緯國)와의 사이에서 아들 장샤오캉(蔣孝剛)을 얻었다.
18. ↑  영문명(英文名)은 Charlie Soong.
19. ↑  영문 초명(英文 初名)은 Charles Jones Soong.
20. ↑  영문명(英文名)은 Eling Soong.
21. ↑  영문명(英文名)은 Ching-Ling Soong.
22. ↑  영문명(英文名)은 Paul Soong.
23. ↑  영문 초명(英文 初名)은 Tzu-Ven Soong· Tse-Ven Soong
24. ↑  영문명(英文名)은 Tzu-Liang Soong.
25. ↑  영문명(英文名)은 Tzu-An Soong.

## 같이 보기
- 다이지타오
- 다이안궈